# Великобритания на «Евровидении-2009»
Известный композитор Эндрю Ллойд Уэббер станет автором песни (текст скорее всего напишет Тим Райс), которая представит Великобританию на Евровидении 2009.
Он напишет её для победителя нового шоу «Your Country Needs You» («Страна нуждается в вас»), в котором приняли участие 6 финалистов, отобранных Ллойдом Уэббером из числа заявок, присланных в телекомпанию BBC.
Крайний срок подачи заявок был 21 ноября 2008.

## Национальный отбор
Всего было проведено 5 передач начиная с 3 января, ведущим их будет Грэм Нортон, финал состоялся 31 января 2009 года. Победителя шоу выберут телезрители. Песня, однако, будет презентована в марте.

## В первом полуфинале
Так как Великобритания — одна из четырёх стран «Большой Четвёрки», то она участвует сразу в финале и не участвует в полуфиналах конкурса, но может голосовать во втором полуфинале.
| Голоса телезрителей Великобритании в первом полуфинале | Голоса телезрителей Великобритании в первом полуфинале |
| ------------------------------------------------------ | ------------------------------------------------------ |
| Оценка                                                 | Страна                                                 |
| 12                                                     |                                                        |
| 10                                                     |                                                        |
| 8                                                      |                                                        |
| 7                                                      |                                                        |
| 6                                                      |                                                        |
| 5                                                      |                                                        |
| 4                                                      |                                                        |
| 3                                                      |                                                        |
| 2                                                      |                                                        |
| 1                                                      |                                                        |

## Финал
Итак, Джейд сразу прошла в финал.
В финале Джейд выступала 23-й и заняла 5-е место с 173 баллами. 12 баллов подарила  Греция.
| Голоса за Джейд Юэн в финале | Голоса за Джейд Юэн в финале                                 |
| ---------------------------- | ------------------------------------------------------------ |
| Оценка                       | Страна                                                       |
| 12                           | Греция                                                       |
| 10                           | Испания,Мальта,Португалия,Ирландия                           |
| 8                            | Германия,Албания,Сербия                                      |
| 7                            | Болгария,Словакия,Кипр,Армения                               |
| 6                            | Чехия,Россия,Македония,Украина                               |
| 5                            |                                                              |
| 4                            | Франция,Израиль,Андорра,Босния и Герцеговина,Польша,Хорватия |
| 3                            | Белоруссия,Литва,Нидерланды,Дания,Словения                   |
| 2                            | Латвия,Норвегия                                              |
| 1                            | Молдавия,Венгрия                                             |

| Голоса телезрителей Великобритании в финале | Голоса телезрителей Великобритании в финале |
| ------------------------------------------- | ------------------------------------------- |
| Оценка                                      | Страна                                      |
| 12                                          | Турция                                      |
| 10                                          | Норвегия                                    |
| 8                                           | Исландия                                    |
| 7                                           | Германия                                    |
| 6                                           | Мальта                                      |
| 5                                           | Греция                                      |
| 4                                           | Литва                                       |
| 3                                           | Азербайджан                                 |
| 2                                           | Украина                                     |
| 1                                           | Франция                                     |